# The Life of a Cowboy

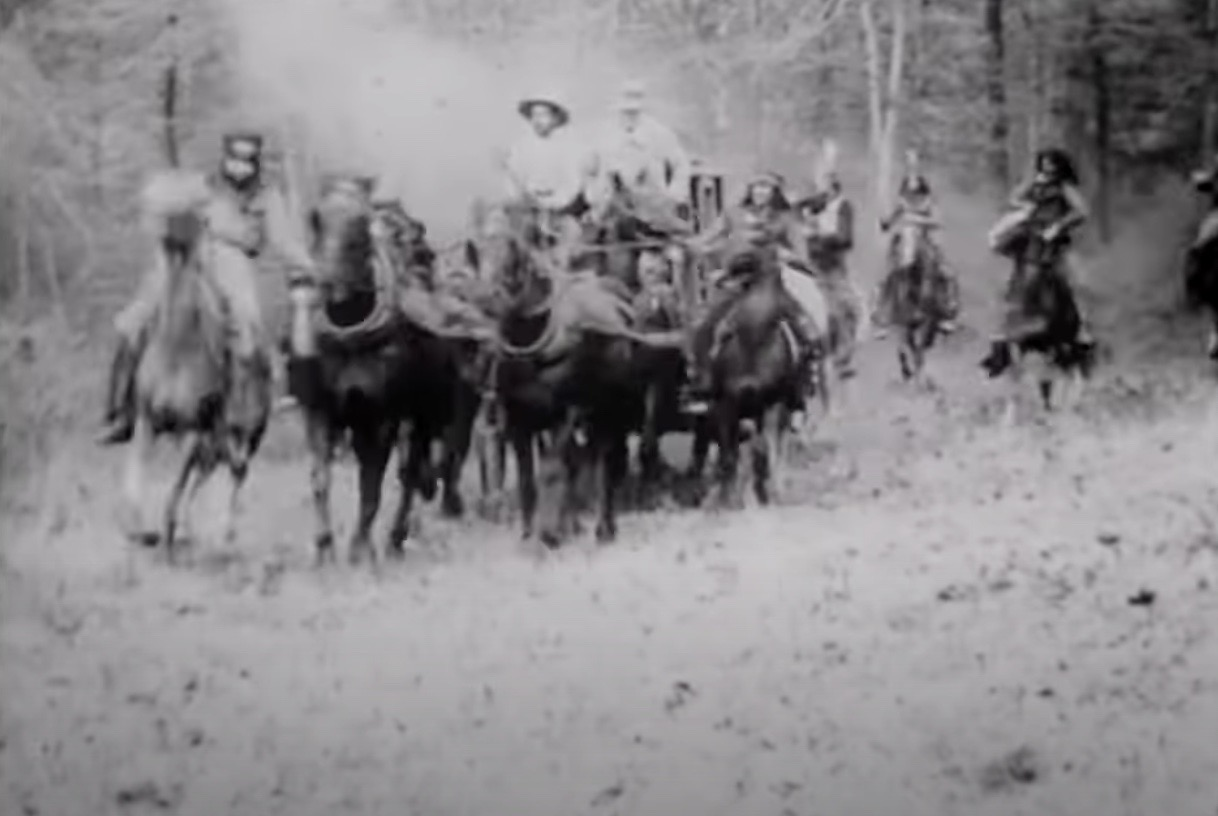
Extrait du film The Life of a Cowboy (1906)

The Life of a Cowboy est un film muet américain réalisé par Edwin S. Porter et sorti en 1906.

## Synopsis
Un cowboy prend part à l'enlèvement d'une jeune femme, puis, pris de remords, il contribue à son sauvetage.

## Fiche technique
- Titre : The Life of a Cowboy
- Réalisation : Edwin S. Porter
- Chef opérateur : Edwin S. Porter
- Production : Edison Manufacturing Company
- Genre : Western
- Durée : 13 minutes
- Date de sortie :
  -  États-Unis : juin 1906